# Būzhābād
Būzhābād (persiska: بوژ آباد) är en ort i Iran.   Den ligger i provinsen Khorasan, i den nordöstra delen av landet, 700 km öster om huvudstaden Teheran. Būzhābād ligger 1 507 meter över havet och antalet invånare är 644.
Terrängen runt Būzhābād är varierad.Runt Būzhābād är det ganska tätbefolkat, med 56 invånare per kvadratkilometer. Närmaste större samhälle är Nīshābūr, 14,1 km väster om Būzhābād. Omgivningarna runt Būzhābād är i huvudsak ett öppet busklandskap.